# أيفي ماتسيبي
أيفي ماتسيبي (بالإنجليزية: Ivy Matsepe-Casaburri)‏ (و. 1937 – 2009 م)هي سياسية من جنوب أفريقيا . تولت منصب عضو الجمعية الوطنية لجنوب أفريقيا .
وهي عضوة في المؤتمر الوطني الأفريقي .
توفيت في بريتوريا .

## التعليم
تعلمت في جامعة روتجرز.